# Rooster Rag
Albums de Little Feat
American Cutie
(2012) Hellzapoppin: The 1975 Halloween Broadcast
(2013)
Rooster Rag est le seizième album studio de Little Feat, sorti le 26 juin 2012.

## Liste des titres
| No  | Titre                         | Auteur                       | Durée |
| --- | ----------------------------- | ---------------------------- | ----- |
| 1.  | Candy Man Blues               | Mississippi John Hurt        | 3:04  |
| 2.  | Rooster Rag                   | Bill Payne, Robert Hunter    | 4:35  |
| 3.  | Church Falling Down           | Fred Tackett                 | 5:21  |
| 4.  | Salome                        | Bill Payne, Robert Hunter    | 6:31  |
| 5.  | One Breath at a Time          | Fred Tackett                 | 5:16  |
| 6.  | Just a Fever                  | Paul Barrere, Stephen Bruton | 4:23  |
| 7.  | Rag Top Down                  | Bill Payne, Robert Hunter    | 5:25  |
| 8.  | Way Down Under                | Bill Payne, Robert Hunter    | 4:05  |
| 9.  | Jamaica Will Break Your Heart | Fred Tackett                 | 4:24  |
| 10. | Tattoo Girl                   | Fred Tackett                 | 4:53  |
| 11. | The Blues Keep Coming         | Bill Payne, Gabe Ford        | 5:50  |
| 12. | Mellow Down Easy              | Willie Dixon                 | 4:08  |

## Personnel
| - Paul Barrere : guitare, chant - Sam Clayton : conga, chant - Gabe Ford : batterie, chant - Kenny Gradney : basse - Bill Payne : claviers, chant - Fred Tackett : guitares, mandoline, chœurs | - Larry Campbell : fiddle (pistes 2 et 4) - Texicali Horns : cuivres (pistes 5 et 9) - Kim Wilson : harmonica (piste 12) |